# Tipula helderbergensis
Tipula helderbergensis är en tvåvingeart som beskrevs av Alexander 1918. Tipula helderbergensis ingår i släktet Tipula och familjen storharkrankar. Inga underarter finns listade i Catalogue of Life.